# Прока, Зено
Зено Прока (рум. Zeno Proca, 1906 — 15 февраля 1936) — румынский шахматист.
Входил в число сильнейших шахматистов Румынии конца 1920-х гг.
В составе сборной Румынии участник неофициальной и официальной шахматных олимпиад (1926 и 1928 гг. соответственно).
Бронзовый призер неофициальной олимпиады 1926 г. Одержал одну из побед в решающем матче со сборной Германии, который румыны выиграли со счетом 3½ : ½.

## Спортивные результаты
| Год  | Город    | Соревнование                                                   | + | − | = | Результат | Место |
| ---- | -------- | -------------------------------------------------------------- | - | - | - | --------- | ----- |
| 1926 | Сибиу    | Чемпионат Румынии                                              |   |   |   |           | [ 1 ] |
|      | Будапешт | Неофициальная шахматная олимпиада (сборная Румынии, 4-я доска) | 1 | 0 | 2 | 2 из 3    |       |
| 1927 | Бухарест | Чемпионат Румынии                                              |   |   |   |           | [ 1 ] |
| 1928 | Гаага    | II Олимпиада (сборная Румынии, 2-я доска)                      | 3 | 6 | 7 | 6½ из 16  |       |
| 1929 | Яссы     | Чемпионат Румынии                                              |   |   |   |           | [ 1 ] |